# Werchneuralsk

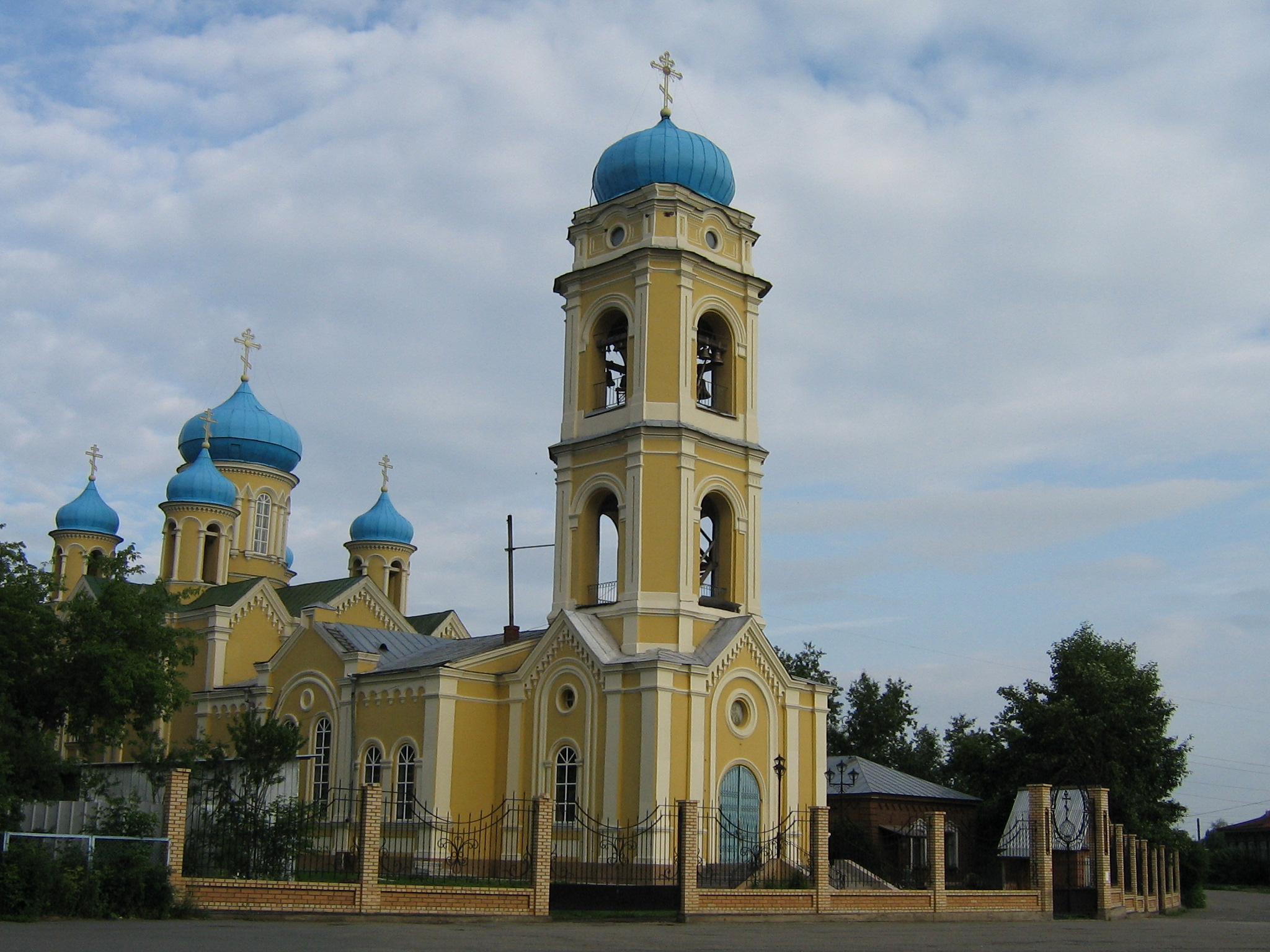
Nikolauskathedrale

Werchneuralsk (russisch Верхнеуральск) ist eine Stadt mit 9457 Einwohnern (Stand 14. Oktober 2010) in der Oblast Tscheljabinsk in Russland.

## Lage
Die Stadt liegt am Osthang des Südural. Die Oblasthauptstadt Tscheljabinsk ist etwa 460 km entfernt, der Bahnhof Magnitogorsk (an der Linie Ufa–Kartaly) etwa 60 km. Sie ist Verwaltungszentrum des Rajons Werchneuralsk.

## Geschichte
Werchneuralsk ist die älteste Stadt der Oblast Tscheljabinsk. Sie wurde in den Wintermonaten um die Jahreswende 1734/35 unter dem Namen Werchnejaizkaja (russisch Верхнеяицкая; Jaik war bis 1755 die Bezeichnung des Flusses Ural) als Flusshafen und Festungsort an der sogenannten Ui-Linie gegründet. Nach der erfolglosen Belagerung der Festung durch Aufständische unter Führung Jemeljan Pugatschows 1774 erhielt die Siedlung 1781 Stadtrechte und wurde Verwaltungssitz eines eigenen Ujesds (Distrikts) innerhalb des Gouvernements Orenburg. Im 18. und 19. Jahrhundert entwickelte sich Werchneuralsk zu einem Zentrum der Textilindustrie, zu dessen bedeutendsten Erzeugnissen das sogenannte Orenburger Tuch gehörte.

### Bevölkerungsentwicklung
| Jahr | Einwohner |
| ---- | --------- |
| 1897 | 11.095    |
| 1939 | 11.207    |
| 1959 | 11.679    |
| 1970 | 10.534    |
| 1979 | 10.530    |
| 1989 | 10.893    |
| 2002 | 10.054    |
| 2010 | 9.457     |

Anmerkung: Volkszählungsdaten

## Wirtschaft
Heute ist Werchneuralsk das Zentrum einer landwirtschaftlich geprägten Region und von der Nahrungsmittelindustrie und holzverarbeitenden Betrieben geprägt.

## Sehenswürdigkeiten
Da Werchneuralsk im Gegensatz zu den Nachbarstädten trotz seiner einstigen Bedeutung in der Sowjetära nicht zum Industriezentrum ausgebaut wurde, haben sich große Teile der historischen Bausubstanz erhalten. Die Nikolauskathedrale (Никольский собор) im Stadtzentrum wurde 1875 aus Mitteln der lokalen Kaufmannsfamilie Rytow nach Plänen von Konstantin Thon errichtet. Des Weiteren sind die große Zahl historischer Wohn- und Geschäftshäuser aus dem 18. und 19. Jahrhundert sowie die Handelsreihen und der ehemalige Paradeplatz der Kosaken erwähnenswert.

## Persönlichkeiten
- Karl Radek (1885–1939), Politiker und Journalist, vermutlich 1939 im Lager Werchneuralsk gestorben
- Nikolai Kaschirin (1888–1938), Militär, wurde nahe Werchneuralsk geboren
- Nikolai Dmitrijewitsch Kaschirin (1890–1937), Militär und Verwaltungsbeamter, wurde nahe Werchneuralsk geboren
- Grigori Alexejewitsch Chaljusin (1897–1975), Generalleutnant[2]
- Olga Iwanowa (* 1993), Taekwondoin